# Zsuzsa Radnóti
Dans le nom hongrois Radnóti Zsuzsa, le nom de famille précède le prénom, mais cet article utilise l’ordre habituel en français Zsuzsa Radnóti, où le prénom précède le nom.
Zsuzsa Radnóti, née le 12 février 1938 à Budapest, est une dramaturge hongroise, responsable de la dramaturgie au Théâtre de la Gaieté. Elle est titulaire, entre autres, du Prix Kossuth et du Prix Mari Jászai.
Elle est la veuve d'István Örkény.